# Wereldkampioenschap superbike van Laguna Seca 1997
Het wereldkampioenschap superbike van Laguna Seca 1997 was de zesde ronde van het wereldkampioenschap superbike 1997. De races werden verreden op 13 juli 1997 op Laguna Seca nabij Monterey, Californië, Verenigde Staten. Tijdens het weekend kwam enkel het WK superbike in actie, de wereldserie Supersport was niet aanwezig op het circuit.

## Superbike
Coureurs die deelnamen aan het Europees kampioenschap superbike en coureurs die deelnamen met motorfietsen die aan andere technische reglementen voldeden, kwamen niet in aanmerking om punten te scoren in het wereldkampioenschap.

### Race 1
| Pos | Nr | Rijder               | Constructeur | Rondes | Tijd         | Grid | Punten |
| --- | -- | -------------------- | ------------ | ------ | ------------ | ---- | ------ |
| 1   | 3  | John Kocinski        | Honda        | 28     | 41:00.380    | 2    | 25     |
| 2   | 4  | Carl Fogarty         | Ducati       | 28     | +0.139       | 11   | 20     |
| 3   | 5  | Miguel Duhamel       | Honda        | 28     | +8.707       | 5    | 16     |
| 4   | 6  | Simon Crafar         | Kawasaki     | 28     | +14.238      | 10   | 13     |
| 5   | 10 | Doug Chandler        | Kawasaki     | 28     | +18.930      | 3    | 11     |
| 6   | 22 | Scott Russell        | Yamaha       | 28     | +19.571      | 7    | 10     |
| 7   | 2  | Aaron Slight         | Honda        | 28     | +20.224      | 13   | 9      |
| 8   | 12 | James Whitham        | Suzuki       | 28     | +31.595      | 16   | 8      |
| 9   | 15 | Piergiorgio Bontempi | Kawasaki     | 28     | +31.614      | 6    | 7      |
| 10  | 8  | Akira Yanagawa       | Kawasaki     | 28     | +31.806      | 4    | 6      |
| 11  | 41 | Steve Crevier        | Honda        | 28     | +35.522      | 17   | 5      |
| 12  | 16 | Tom Kipp             | Yamaha       | 28     | +35.962      | 14   | 4      |
| 13  | 34 | Pascal Picotte       | Suzuki       | 28     | +42.224      | 12   | 3      |
| 14  | 11 | Mike Hale            | Suzuki       | 28     | +47.207      | 18   | 2      |
| 15  | 31 | Igor Jerman          | Kawasaki     | 28     | +1:27.038    | 22   | 1      |
| 16  | 69 | Mike Krynock         | Suzuki       | 27     | +1 ronde     | 23   |        |
| DNF | 14 | James Haydon         | Ducati       | 20     | Uitgevallen  | 19   |        |
| DNF | 36 | Mat Mladin           | Ducati       | 17     | Uitgevallen  | 15   |        |
| DNF | 9  | Neil Hodgson         | Ducati       | 16     | Uitgevallen  | 8    |        |
| DNF | 25 | David Sadowski       | Ducati       | 14     | Uitgevallen  | 20   |        |
| DNF | 20 | Aaron Yates          | Suzuki       | 11     | Uitgevallen  | 9    |        |
| DNF | 7  | Pierfrancesco Chili  | Ducati       | 5      | Uitgevallen  | 1    |        |
| DNS | 13 | Andreas Meklau       | Ducati       | 0      | Niet gestart | 21   |        |

### Race 2
| Pos | Nr | Rijder               | Constructeur | Rondes | Tijd         | Grid | Punten |
| --- | -- | -------------------- | ------------ | ------ | ------------ | ---- | ------ |
| 1   | 3  | John Kocinski        | Honda        | 28     | 40:57.308    | 2    | 25     |
| 2   | 4  | Carl Fogarty         | Ducati       | 28     | +4.862       | 11   | 20     |
| 3   | 5  | Miguel Duhamel       | Honda        | 28     | +8.554       | 5    | 16     |
| 4   | 22 | Scott Russell        | Yamaha       | 28     | +8.612       | 7    | 13     |
| 5   | 8  | Akira Yanagawa       | Kawasaki     | 28     | +10.527      | 4    | 11     |
| 6   | 7  | Pierfrancesco Chili  | Ducati       | 28     | +19.587      | 1    | 10     |
| 7   | 15 | Piergiorgio Bontempi | Kawasaki     | 28     | +31.494      | 6    | 9      |
| 8   | 16 | Tom Kipp             | Yamaha       | 28     | +32.683      | 14   | 8      |
| 9   | 9  | Neil Hodgson         | Ducati       | 28     | +32.761      | 8    | 7      |
| 10  | 2  | Aaron Slight         | Honda        | 28     | +33.867      | 13   | 6      |
| 11  | 20 | Aaron Yates          | Suzuki       | 28     | +40.948      | 9    | 5      |
| 12  | 41 | Steve Crevier        | Honda        | 27     | +1 ronde     | 17   | 4      |
| 13  | 31 | Igor Jerman          | Kawasaki     | 27     | +1 ronde     | 22   | 3      |
| 14  | 69 | Mike Krynock         | Suzuki       | 27     | +1 ronde     | 23   |        |
| DNF | 36 | Mat Mladin           | Ducati       | 21     | Uitgevallen  | 15   |        |
| DNF | 14 | James Haydon         | Ducati       | 9      | Uitgevallen  | 19   |        |
| DNF | 12 | James Whitham        | Suzuki       | 9      | Uitgevallen  | 16   |        |
| DNF | 6  | Simon Crafar         | Kawasaki     | 6      | Uitgevallen  | 10   |        |
| DNF | 34 | Pascal Picotte       | Suzuki       | 6      | Uitgevallen  | 12   |        |
| DNF | 10 | Doug Chandler        | Kawasaki     | 3      | Uitgevallen  | 3    |        |
| DNF | 11 | Mike Hale            | Suzuki       | 2      | Uitgevallen  | 18   |        |
| DNS | 13 | Andreas Meklau       | Ducati       | 0      | Niet gestart | 21   |        |

## Tussenstanden na wedstrijd

### Superbike
| Pos | Nr | Rijder        | Team     | Punten |
| --- | -- | ------------- | -------- | ------ |
| 1   | 4  | Carl Fogarty  | Ducati   | 217    |
| 2   | 3  | John Kocinski | Honda    | 213    |
| 3   | 2  | Aaron Slight  | Honda    | 170    |
| 4   | 6  | Simon Crafar  | Kawasaki | 126    |
| 5   | 22 | Scott Russell | Yamaha   | 119    |

1995 · 1996 · 1997 · 1998 · 1999 · 2000 · 2001 · 2002 · 2003 · 2004 · 2013 · 2014 · 2015 · 2016 · 2017 · 2018 · 2019